# KVK Tienen
KVK Tienen – belgijski klub sportowy. Powstał w 1921 roku jako RC Tirlemont (Tirlemont to francuska nazwa miasta Tienen), w 1951 roku został przemianowany na RRC Tirlemont, następne na RRC Tienen (1973). Obecna nazwa obowiązuje od 1981 roku. Do sukcesów klubu można zaliczyć występy w najwyższej klasie rozgrywkowej, do której zespół awansował w 1937, jednak już rok później opuścił szeregi pierwszoligowców zajmując ostatnie miejsce w tabeli. Obecnie klub gra w drugiej lidze belgijskiej. 
W KVK Tienen występował polski napastnik Ernest Konon.
Klub prowadzi sekcję kobiecą KVK Tienen.